# Heteroisotoma
Genre
Heteroisotoma est un genre de collemboles de la famille des Isotomidae.

## Liste des espèces
Selon Checklist of the Collembola of the World (version du 3 septembre 2019) :
- Heteroisotoma carpenteri (Börner, 1909)
- Heteroisotoma dilatosetosa Martynova, 1980
- Heteroisotoma heteronomica Jie, Potapov & Sokolova, 2011
- Heteroisotoma jacutica Martynova, 1980
- Heteroisotoma sinorossica Jie, Potapov & Sokolova, 2011
- Heteroisotoma stebaevae (Rusek, 1991)

## Publication originale
- Stach, 1947  : The Apterygotan fauna of Poland in relation to the world-fauna of this group of insects. Family : Isotomidae Acta Monographica Musei Historiae Naturalis, Kraków, p. 1-488.